# 丹尼爾·史杜歷治
丹尼爾·安德雷·"丹尼"·史杜歷治（英語：Daniel Andre "Danny" Sturridge，1989年9月1日—），牙買加裔英格蘭足球員，司職前鋒。

## 球會生涯

### 曼城
史杜歷治出身於足球世家，父親米高（Michael Sturridge）及兩位叔叔西蒙（Simon Sturridge）和甸恩（Dean Sturridge）均為職業足球員。自小已參加家鄉球隊阿士東維拉的少年足球訓練，及後轉投高雲地利，於2003年年僅13歲加盟曼城青訓學院，這次轉會曼城需耍初步付出3萬英鎊補償予高雲地利，按出場次數及入選國家隊而增加到20萬英鎊。2004年他代表曼城U15隊擊敗贏得尼克盃（Nike Cup）冠軍，自己也榮膺最佳射手及由投票選出的最佳球員獎。2006年以16歲之齡成為曼城青年隊陣中最年青一員參賽英格蘭足總青年盃，在殺入決賽途中他射入4球，決賽對利物浦首回合作客先負0-3，次回合返回主場他梅開二度，惟累計仍以2-3落敗屈居亞席。
2006年夏季他與曼城簽訂首份為期三年的職業球員合約，但合約需待9月他年滿17歲才正式生效。2006/07年球季他開始跟隨一隊訓練，直到2007年2月3日首次以後補身份披甲上陣對雷丁。他在夏季接受手術治理臀部傷患，需要休戰直到新年後才可復出。2008年1月27日曼城在英格蘭足總盃第四圈作客對英冠球隊，上半場以0-2落後，半場領隊艾歷臣調入他代替艾蘭奴，僅兩分鍾即接應馬田·柏度夫開出角球射入個人首個入球，惟仍不足以扭轉敗局，最終以1-2被淘汰出局。三天後聯賽作客對打比郡他首次正選登場，下半場剛展開曼城即因孙继海「擺烏龍」先失一球，他於63分鐘射入扳平，兩場比賽射入兩球。惟他在星光熠熠的曼城陣中仍未能穩定一席位，只有繼續在青年隊中打拚，再次協助球隊晉級英格蘭足總青年盃決賽，對手是車路士，首回合作客他先拔頭籌，最終1-1平手完場，次回合主場3-1獲勝，累計4-2贏得冠軍。
2008/09年球季他在聯賽16次上場，取得4個入球3次助攻。在歐洲足協盃也上陣8場。賽季末還當選曼城最佳新秀，但因為未能獲得更多一隊上陣機會而拒絕續約，在當年夏天成為自由身球員。

### 車路士

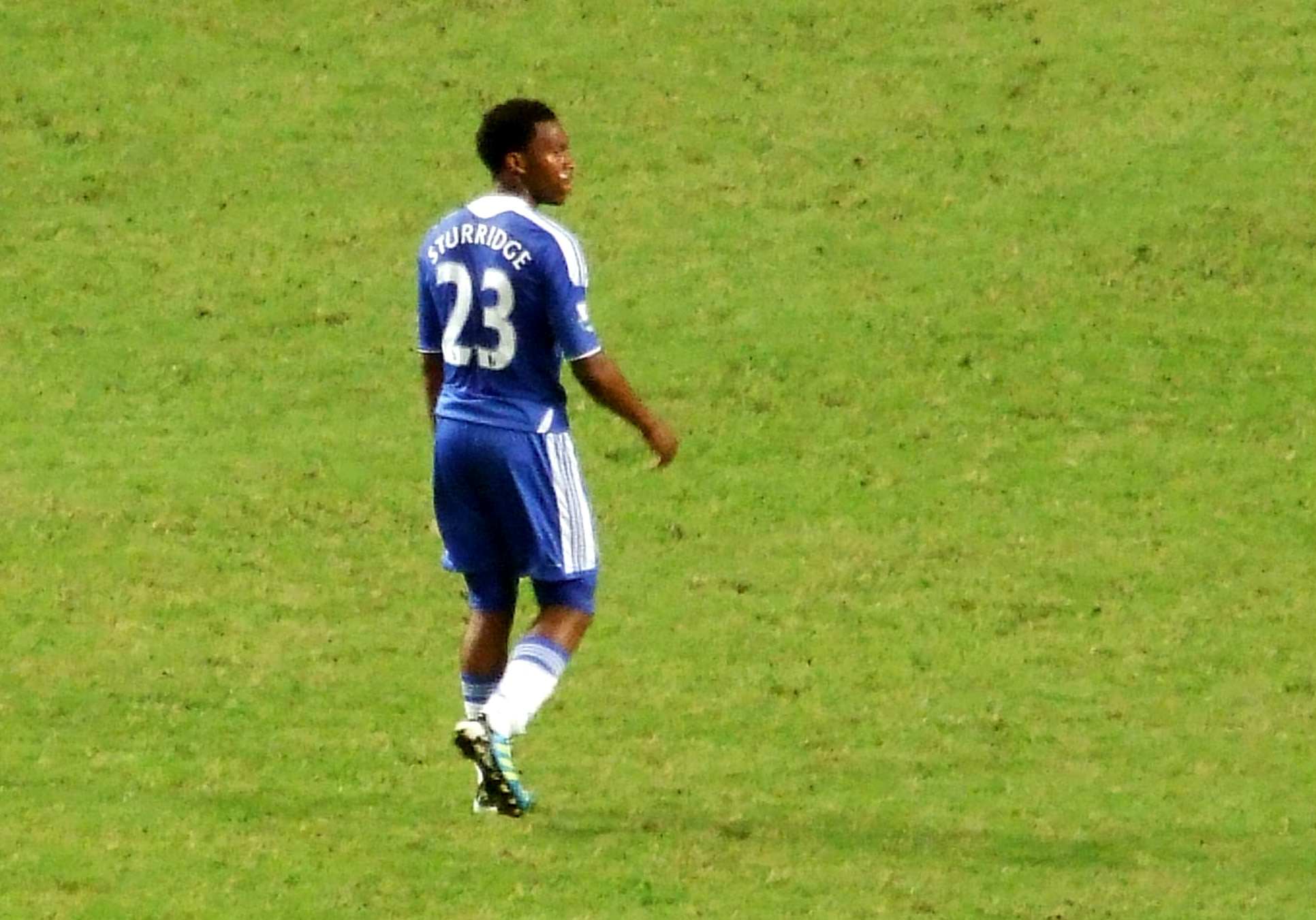
史杜歷治代表車路士於2011年夏季巴克萊亞洲錦標賽上陣

季後他與曼城約滿，於2009年7月3日加盟車路士，由於未滿24歲，車路士仍需要作出補償，而兩會未能就金額取得協議，將由審裁處作出決定，他簽約四年，穿著較早前離隊轉投熱刺守門員古迪仙尼的23號球衣。他首次為車路士上陣便取得入球，在09年7月18日季前熱身賽對西雅圖海灣者，在第12分鐘他攻入第一個進球，協助車路士以2-0勝出。他第一場聯賽正選是在12月26日作客挑戰伯明翰，最終只是0-0完場。2010年1月3日，他在足總杯第三輪對屈福特的賽事中梅開二度，協助球隊大勝5-0。2010年1月14日，關於曼城要求的培育費有了裁決，職業足球補償委員會發表聲明指：「車路士必須向曼城支付一筆過350萬鎊的金額，並要在球員為一隊上陣10次、20次、30次和40次時，每次支付50萬鎊；若球員為國家隊上陣，車路士要額外支付多100萬鎊。此外，若球員被賣走，曼城將可獲得相等於售價15%的金額。」

### 博尔顿（租借）
2011年1月31日，他同意租借至博尔顿半季。加盟保頓後他全面爆發，在對狼隊的聯賽賽事中後備上陣攻入致勝一球，驚豔地完成保頓首秀。隨後接連在對熱刺和愛華頓的聯賽賽事中都能取得入球。之後在對陣紐卡素的聯賽中取得入球，他成為歷史上第六位轉會後前四場均取得入球的球員。

### 利物浦

#### 2012-13球季
2013年1月2日，利物浦宣佈史杜歷治加盟，穿上15號球衣。4天後，在對陣全國聯球隊曼斯菲的足總盃第三圈比賽中，史杜歷治首次為利物浦正選上陣，七分鐘便接應中場谢尔威的傳送攻入一球,亦是加盟後首個進球。最終利物浦以2比1勝出該場比賽，晉級至足總盃第四圈。他接著在1月13日對陣榜首曼聯的英超聯賽，在下半場開始時後備上陣，並攻入一球，是他加盟球隊後首個聯賽入球，然而利物浦最終仍以1比2不敵曼聯。六天後，利物浦在主場對陣諾域治，史杜歷治正選上陣，再次取得入球，協助利物浦於主場大勝5比0。計算這場比賽在內，史杜歷治加盟後連續三場比賽都取得入球。

#### 2013-14球季
8月17日英超揭幕戰，利物浦主場對史篤城，史杜歷治攻入一球，助球隊小勝1-0，取得球季首場勝仗。整個賽季史杜歷治一共攻入24球。

#### 2014-15球季
由於受傷患困擾，史杜歷治整季只上陣十七埸，攻入5球。

## 國家隊
他曾入選多個年齡組別的英格蘭隊，他也曾入選英格蘭U21參賽2011年歐洲U-21足球錦標賽外圍賽大軍名單，9月4日作客出戰馬其頓U21更獲派正選上陣。9月8日作客對希臘U21，於開賽後僅5分鐘先拔頭籌，為英格蘭U21射入個人首球，但於28分鐘因腳踝受傷退下火線。

## 榮譽
車路士
- 英格蘭超級足球聯賽 冠軍：2009/10年
- 英格蘭足總盃 冠軍：2009/10年
- 巴克莱英超亚洲杯 冠軍：2011年

利物浦
- 歐洲冠軍聯賽 冠軍 : 2018–2019

## 外部連結
- 足球数据库：丹尼爾·斯图里奇的球员统计数据
- 車路士官方 斯图里奇檔案